# Pottawattamie Park
Pottawattamie Park és una població dels Estats Units a l'estat d'Indiana. Segons el cens del 2000 tenia 300 habitants.

## Demografia
Segons el cens del 2000, Pottawattamie Park tenia 300 habitants, 121 habitatges, i 86 famílies. La densitat de població era de 463,3 habitants/km².
Dels 121 habitatges en un 26,4% hi vivien nens de menys de 18 anys, en un 62% hi vivien parelles casades, en un 8,3% dones solteres, i en un 28,1% no eren unitats familiars. En el 25,6% dels habitatges hi vivien persones soles el 15,7% de les quals corresponia a persones de 65 anys o més que vivien soles. El nombre mitjà de persones vivint en cada habitatge era de 2,37 i el nombre mitjà de persones que vivien en cada família era de 2,84.
Per edats la població es repartia de la següent manera: un 21,7% tenia menys de 18 anys, un 5% entre 18 i 24, un 22,3% entre 25 i 44, un 28,7% de 45 a 60 i un 22,3% 65 anys o més.
L'edat mediana era de 46 anys. Per cada 100 dones de 18 o més anys hi havia 89,5 homes.
La renda mediana per habitatge era de 37.500 $ i la renda mediana per família de 46.750 $. Els homes tenien una renda mediana de 63.750 $ mentre que les dones 22.292 $. La renda per capita de la població era de 24.383 $. Entorn del 3,4% de les famílies i el 8,6% de la població estaven per davall del llindar de pobresa.

## Poblacions més properes
El següent diagrama mostra les poblacions més properes.